# Ayouba Ali Sihame
Ayouba Ali Sihame (* 15. August 1994 in Itsandra Mdjini) ist eine komorische Schwimmerin.

## Leben
Ayouba Ali Sihame nahm an den Olympischen Sommerspielen 2012 in London im Wettkampf über 100 m Freistil teil und belegte dort den 48. Platz. Nach diesem Rennen tauchte sie in London unter, weil ihre Eltern sie an einen sechzigjährigen Mann verkauft hatten, der bereits zwei Frauen hatte und versuchte, von der Berühmtheit der Olympionikin zu profitieren. Sihame behauptete später, dass es ihre einzige Chance war, als Obdachlose auf den Straßen von London zu leben, um diesem Schicksal zu entgehen. Unter dem falschen Namen Mouniate Mhoussini versuchte sie Großbritannien über den Ärmelkanal nach Frankreich zu verlassen, jedoch bemerkten die britischen Grenzbeamten die falschen Papier und nahmen Sihame fest. Im Januar 2013 bekannte sie sich dazu, falsche Dokumente verwendet zu haben und wurde zu acht Monaten Gefängnis verurteilt. Danach wurde sie abgeschoben und beantragte über ihren Anwalt Asyl, weil sie in ihrer Heimat um ihr Leben fürchtete.